# Gallienia
Gallienia là một chi thực vật có hoa trong họ Thiến thảo (Rubiaceae).

## Loài
Chi Gallienia gồm các loài: